# Chimeneas
Chimeneas est une municipalité située dans la partie nord-est de la comarque de Alhama-Temple faisant partie de la province de Grenade en Andalousie, Espagne

## Géographie
La commune est située à 27 km de Grenade. Cette localité et les municipalités de Moraleda de Zafayona, Pinos Puente, Cijuela, Chauchina, Santa Fe, Las Gabias, La Malahá, Ventas de Huelma, Cacín et Alhama de Granada constituent la comarque de comarque de Alhama-Temple.
L’agglomération de la ville de Chimeneas est formée par plusieurs îlots et dispositions d'habitations chaulées et fleuries, sans oublier l'agglomération de Castillo de Tajarja.

## Démographie
| 1930  | 1940  | 1950  | 1960  | 1970  | 1980  | 1990  | 2000  | 2005  |
| ----- | ----- | ----- | ----- | ----- | ----- | ----- | ----- | ----- |
| 2 722 | 3 275 | 3 179 | 3 211 | 2 198 | 1 733 | 1 528 | 1 483 | 1 485 |